# MLH1
El gen MLH1 es troba en el cromosoma 3 i codifica una proteïna encarregada de la reparació de l’ADN. Concretament, fixa els errors que es generen durant la replicació. Per fer aquesta acció, la proteïna MLH1 forma un dímer conjuntament amb la proteïna PMS2. Per reparar els errors s’elimina la zona danyada de l’ADN i es reemplaça amb la seqüència correcta.
La síndrome de Lynch és causada per una mutació en el gen MLH1. Aquesta síndrome augmenta el risc de patir principalment càncer colorrectal i uterí.